# Platyrhacus manserichus
Platyrhacus manserichus är en mångfotingart som beskrevs av Chamberlin 1941. Platyrhacus manserichus ingår i släktet Platyrhacus och familjen Platyrhacidae. Inga underarter finns listade i Catalogue of Life.